# ابولاگ، کاگایان
ابولاگ، کاگایان (به لاتین: Abulug, Cagayan) یک سکونتگاه مسکونی در فیلیپین است که در کاگایان واقع شده‌است.

## خصوصیات
ابولاگ ۱۶۲٫۶۰ کیلومترمربع مساحت و ۳۰٬۶۷۵ نفر جمعیت دارد.